# Dirty Deeds Done Dirt Cheap
Dirty Deeds Done Dirt Cheap é o terceiro álbum de estúdio da banda de rock australiana AC/DC, lançado a 20 de setembro de 1976.
Esse álbum foi lançado primeiramente na Austrália em 1976. O álbum não foi lançado no EUA até 1981, mais de um ano após a morte de Bon Scott. O disco marcou (juntamente com T.N.T.) a conquista de milhares de fãs, junto da primeira turnê mundial da banda. Foi o terceiro álbum gravado pelo AC/DC. Na versão internacional do álbum, as faixas "Jailbreak" e "R.I.P. (Rock in Peace)" seriam substituídas por "Love At First Feel" e "Rocker". "Jailbreak", um dos maiores sucessos da banda, só seria lançada internacionalmente em 1984, no "'74 Jailbreak"

## Lista de faixas
Todas as músicas são compostas por Angus Young, Malcolm Young, e Bon Scott.

### Versão australiana
1. "Dirty Deeds Done Dirt Cheap" – 4:13
2. "Ain't No Fun (Waiting Round to Be a Millionaire)" – 7:31
3. "There's Gonna Be Some Rockin'" – 3:17
4. "Problem Child" – 5:46
5. "Squealer" – 5:16
6. "Big Balls" – 2:40
7. "R.I.P. (Rock in Peace)" – 3:36
8. "Ride On" – 5:53
9. "Jailbreak" – 4:41

### Versão internacional
1. "Dirty Deeds Done Dirt Cheap" – 4:12 (versão completa) 3:52 (versão editada)
2. "Love at First Feel" – 3:13
3. "Big Balls" – 2:39
4. "Rocker" – 2:52
5. "Problem Child" – 5:47
6. "There's Gonna Be Some Rockin'" – 3:18
7. "Ain't No Fun (Waiting Round to Be a Millionaire)" – 7:29 (versão completa), 6:58 (versão editada)
8. "Ride On" – 5:54
9. "Squealer" – 5:27

- "Dirty Deeds Done Dirt Cheap" foi encurtado no lançamento Internacional.
- "Love at First Feel" foi uma nova faixa não lançada anteriormente na Austrália. Mais tarde, foi lançado como um single.
- "Problem Child" foi incluído no lançamento internacional em sua forma original australiana, enquanto a versão internacional de Let There Be Rock continha uma versão encurtada da música sem o final estendido.

Nessa versão, as músicas "R.I.P. (Rock in Peace)" e "Jailbreak" foram substituídas por "Rocker" (do álbum T.N.T.) e "Love at First Feel", respectivamente. Esta última composição (junto de "Cold Hearted Man") não foi lançada em nenhum álbum australiano do AC/DC, mas depois foi apresentada como um single.

## Paradas musicais
| País/Parada (1976–81)         | Melhor posição |
| ----------------------------- | -------------- |
| Austrália (Kent Music Report) | 5              |

## Créditos
- Bon Scott - Vocais
- Angus Young - Guitarra solo, vocais
- Malcolm Young - Guitarra rítmica, vocais
- Mark Evans - Baixo, vocais
- Phil Rudd - Bateria

- George Young – produção, baixo (faixa 3)[2]
- Harry Vanda - produção